# Ein Ticket für Zwei
Ein Ticket für Zwei (Originaltitel: Planes, Trains & Automobiles) ist eine US-amerikanische Filmkomödie aus dem Jahr 1987. Die Regie führte John Hughes, der auch das Drehbuch schrieb. Die Hauptrollen spielten Steve Martin und John Candy.

## Handlung
Der erfolgreiche Werbefachmann Neal Page hat seiner Familie versprochen, an Thanksgiving zu Hause zu sein. Deshalb beeilt er sich nach seinem letzten Termin in New York, so schnell wie möglich nach Chicago zu kommen. Dies ist jedoch nicht so einfach, da Hunderttausende auch nach Hause wollen. Es beginnt schon damit, ein Taxi in Manhattan zu bekommen. Dabei läuft ihm erstmals Del Griffith, Vertreter für „die besten Duschvorhangringe der Welt“, über den Weg. Die Reise verläuft von nun an chaotisch. Was der penible und erfolgsverwöhnte Neal auch anstellt, alles geht schief und er wird seinen lästigen, ständig quasselnden zufälligen Reisebegleiter Del, der sich zudem als schlampiger Chaot entpuppt, einfach nicht los.
Das Flugzeug wird wegen eines Schneesturms nach Wichita, Kansas, umgeleitet. Del ruft einen befreundeten Motelbesitzer an, der ihnen das letzte freie Motelzimmer mit einem Doppelbett, das sie sich teilen müssen, gibt. Nachts werden sie ausgeraubt; am nächsten Morgen fahren sie bei minus 20 Grad auf der Pritsche eines Lieferwagens zum Bahnhof. Der Zug gibt unterwegs den Geist auf. Neal organisiert sich ohne Del einen Mietwagen, der auf dem riesigen Parkplatz aber nicht auffindbar ist. Schließlich steigt er in das Auto, das Del besorgt hat. Die Reise verläuft allerdings weiterhin unglücklich: Nachdem Del versehentlich auf dem Highway auf die Gegenfahrbahn gefahren ist, geht das Auto aufgrund einer Unachtsamkeit von Del beim Entsorgen seiner Zigarette in Flammen auf. Leider waren Neals Papiere und sämtliche Kreditkarten im Auto.
Nach unzähligen Pannen kommen sie schließlich in einem Kühllaster doch nach Chicago, und Neal freut sich auf seine Familie. Als er Del endlich los ist, wird ihm, als er dessen frühere Aussagen Revue passieren lässt, plötzlich klar, dass mit diesem irgendetwas nicht stimmt. Er kehrt noch einmal um. Nun erfährt er, dass Dels Frau, von der er ständig in hohen Tönen gesprochen hat, vor acht Jahren gestorben ist, er seitdem sehr einsam ist und ohne ein Heim durch die Vereinigten Staaten reist. Neal beschließt, Del zu Thanksgiving spontan mit zu sich nach Hause mitzunehmen.

## Hintergrund

Die Reiseroute der Hauptfiguren auf einer Karte der USA

Laut Aussage des Regisseurs John Hughes beruht die Handlung des Films auf eigenen Erlebnissen bei seiner Heimreise anlässlich von Thanksgiving.
Der Film wurde in diversen Orten in Illinois, darunter Chicago und Woodstock, in New York City, in Madison, Ohio, und in Kalifornien gedreht. Bei einem Produktions-Budget von fast 30 Millionen US-Dollar spielte er nach zwölf Wochen 49.530.280 US-Dollar in den US-amerikanischen Kinos ein.
Die Außenaufnahmen des Flugzeugs, mit dem Neal Page von New York nach Chicago bzw. nach Wichita flog stammen teilweise aus dem Film Die unglaubliche Reise in einem verrückten Flugzeug. Hierbei handelte es sich um eine Boeing 707.

### Ursprüngliche Version
Nach dem ersten Schnitt hatte der Film eine Länge von viereinhalb Stunden. Später wurde der Film für das Kino gekürzt.

## Kritiken
Bei Rotten Tomatoes besitzt Ein Ticket für zwei basierend auf 62 Kritiken eine positive Wertung von 92 %.
James Berardinelli schrieb auf ReelViews, er habe während der Kinovorstellung viel gelacht. Die Darstellung von Steve Martin bezeichnete er genauso als „intensiv“ wie auch als „verhalten“ („restrained“), die Darstellung von John Candy lobte er sehr. Berardinelli schrieb, der Film sei ein Wendepunkt in der Karriere des Regisseurs und Drehbuchautors John Hughes, der zuvor vor allem für Teenagerkomödien bekannt gewesen sei.
Roger Ebert bezeichnete den Film in der Chicago Sun-Times vom 25. November 1987 als eine „Screwball-Komödie mit Herz“ („a screwball comedy with a heart“). Er schrieb, der Film sei genauso „amüsant“ wie auch „warmherzig“.

„Der Versuch, die Gag-Komödie durch die Beschreibung einer mitmenschlichen Annäherung zu vertiefen, bleibt in gutgemeinten Ansätzen stecken.“

Die Deutsche Film- und Medienbewertung FBW in Wiesbaden verlieh dem Film das Prädikat „wertvoll“.

## Einfluss auf andere Filme
Mit den deutschen Komödien Weihnachtsfieber (1997) und Zwei Weihnachtsmänner (2008) wurden zwei Filme gedreht, die zahlreiche Motive aus Ein Ticket für Zwei übernehmen. Auch die US-amerikanische Komödie Stichtag aus dem Jahr 2010 weist in der Handlung Ähnlichkeiten mit dem Film auf.